# (1464) Armisticia
(1464) Armisticia – planetoida z pasa głównego asteroid okrążająca Słońce w ciągu 5 lat i 75 dni w średniej odległości 3 au. Została odkryta 11 listopada 1939 roku w obserwatorium astronomicznym Yerkes Observatory w Williams Bay przez George'a Van Biesbroecka. Nazwa planetoidy odnosi się do XXI rocznicy zawieszenia broni po I wojnie światowej, została nadana w nadziei na utrzymanie pokoju (ang. armistice – zawieszenie broni). Przed nadaniem nazwy planetoida nosiła oznaczenie tymczasowe (1464) 1939 VO.